# Patriziat (Regensburg)

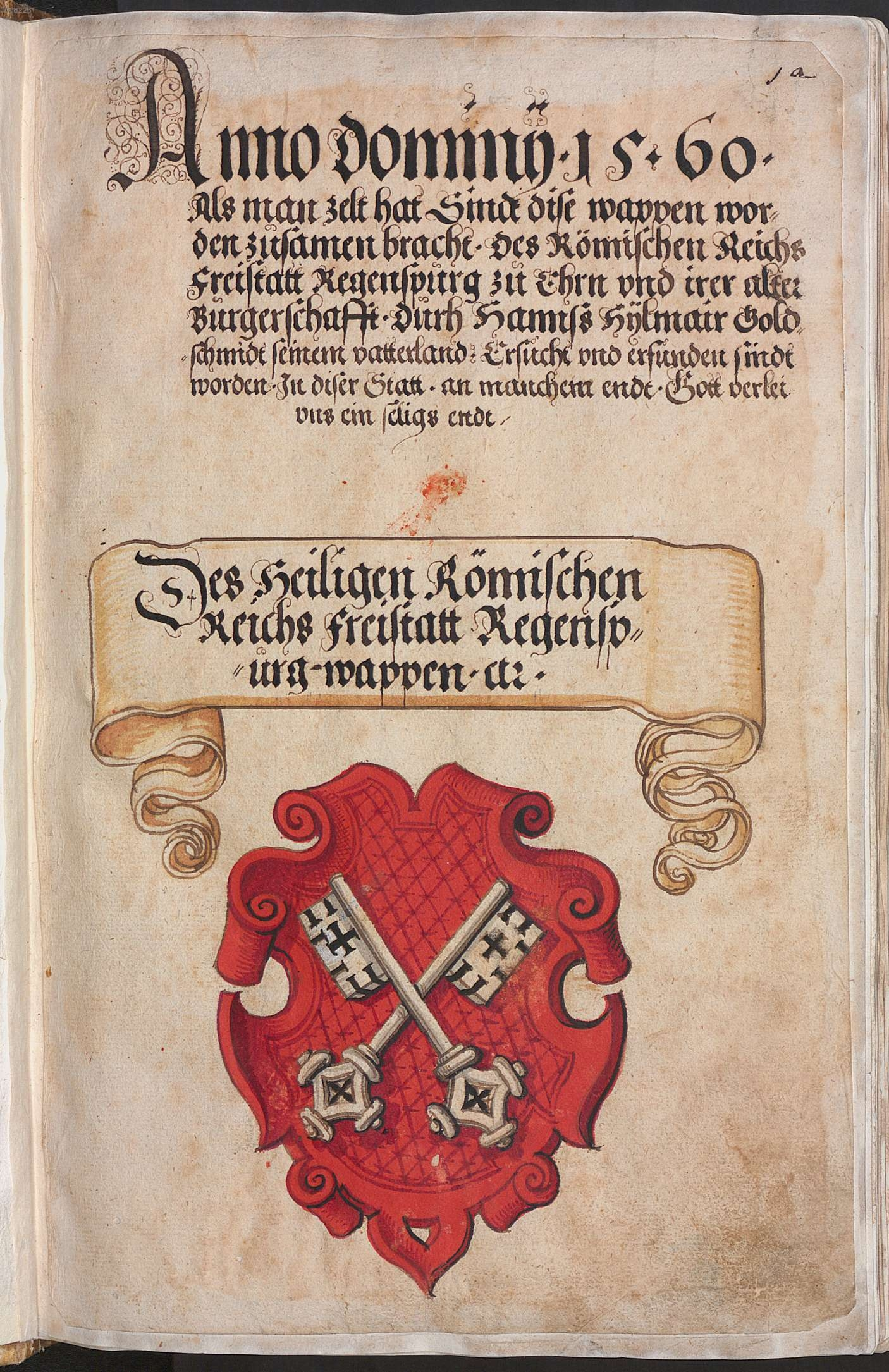
Wappen der Reichsstadt Regensburg in Hans Hylmair's (Goldschmids) Regensburgisches Wappenbuch.

In den Jahren vom Beginn des 13. bis zum Ende 16. Jahrhunderts bildete das Patriziat der Reichsstadt Regensburg mit dem Inneren oder Geheimen Rat das städtische Machtzentrum der Freien Stadt Regensburg. Die politische Lage in der Stadt blieb aber immer komplex, weil sowohl kaiserliche, als auch bayerisch-herzogliche und auch bischöfliche Machtansprüche im städtischen Raum häufig mit den Ansichten und Ansprüchen der Patrizier und Bürger der freien Reichsstadt Regensburg kollidierten.
In Regensburg war das geburtsständische Prinzip des Patriziats zwar wichtig, aber nicht von so großer Bedeutung wie in Augsburg oder Nürnberg. Das wurde besonders deutlich als Kaiser Maximilian I. der Stadt Regensburg im Jahr 1514 den neuen Reichshauptmann Thomas Fuchs von Wallburg aufzwang und auch eine neue Stadtverfassung oktroyierte. Diese sogenannte „Regimentsordnung“ blieb formal bis 1803 in Kraft.
Das Patriziat der Stadt blieb aber als städtische Oberschicht bis zum Ende der Reichsstadt 1802/3 bestehen.
Walter Fürnrohr stellte fest, dass in der Zeit von 1500 bis 1802 im Rat der Reichsstadt Regensburg 317 Ratsherrn mit 178 verschiedenen Namen saßen. Er führt aus: „178 Namen, das wäre in Nürnberg ganz unmöglich. Dort gab es ja in dem ganzen angegebenen Zeitraum nur 52 'Geschlechter'.“ Insgesamt haben laut seiner Zählung 117 Familien dem Innern Rat der Stadt je einen, 33 Familien je zwei, 16 Familien je drei und 15 Familien jeweils vier oder mehr (zusammen 86) Ratsherrn gestellt.
Ein Aufstieg ins Patriziat durch wirtschaftlichen Erfolg war also grundsätzlich möglich, auch wenn der Aufstieg immer nur einzelnen Familien gelang und durch Einheirat bei alten Geschlechtern (conubium) abgesichert werden musste. Die bis heute komplett oder teilweise erhaltenen Geschlechtertürme sind Zeugnisse des hohen Status der reichen Patrizierfamilien in Regensburg.

## Geschichte
Bereits im 11. Jahrhundert kam es in Regensburg zu einer politischen und kulturellen Blüte. Drei Stadtherren konkurrierten dabei um die Kontrolle über Regensburg: der bayerische Herzog, der Bischof von Regensburg und der König bzw. Kaiser. Eine Hochzeit erlebte Herrschaft Regensburg insbesondere unter Kaiser Heinrich II., dessen Erzieher Bischof Wolfgang von Regensburg war. Neben die drei Stadtherren stellten sich aber nun auch die wohlhabend gewordenen Bürger der Stadt. In den Jahren 1207 und 1230 verliehen König Philipp von Schwaben und Kaiser Friedrich II. der Stadt umfangreiche Privilegien, die in der Folge den Aufstieg zur Freien Stadt ermöglichten. Gab es 1232 mit dem sogen. „Ravenna-Diplom“ noch einen Rückschlag beim Kampf um die Selbstständigkeit, erreichten die Regensburger Bürger am 10. November 1245, dass Kaiser Friedrich II. der Stadt mit dem „Edikt von Pavia“ das Recht der Selbstverwaltung mit dem Privileg „einen Bürgermeister und Rat zu setzen“ bestätigte. Der lukrative Fernhandel machte die Stadt zu einer Drehscheibe. In der Stadt, die ca. 20.000 Einwohner hatte, entstand ein reiches Bürgertum von etwa 2.000 Personen, die politisch die Hauptrolle spielten. Die Oberhäupter von 50 – 60 dieser Familien bildeten das Patriziat, aus denen sich zu dieser Zeit die Stadtregierung zusammensetzte, der Innere oder Geheime Rat.

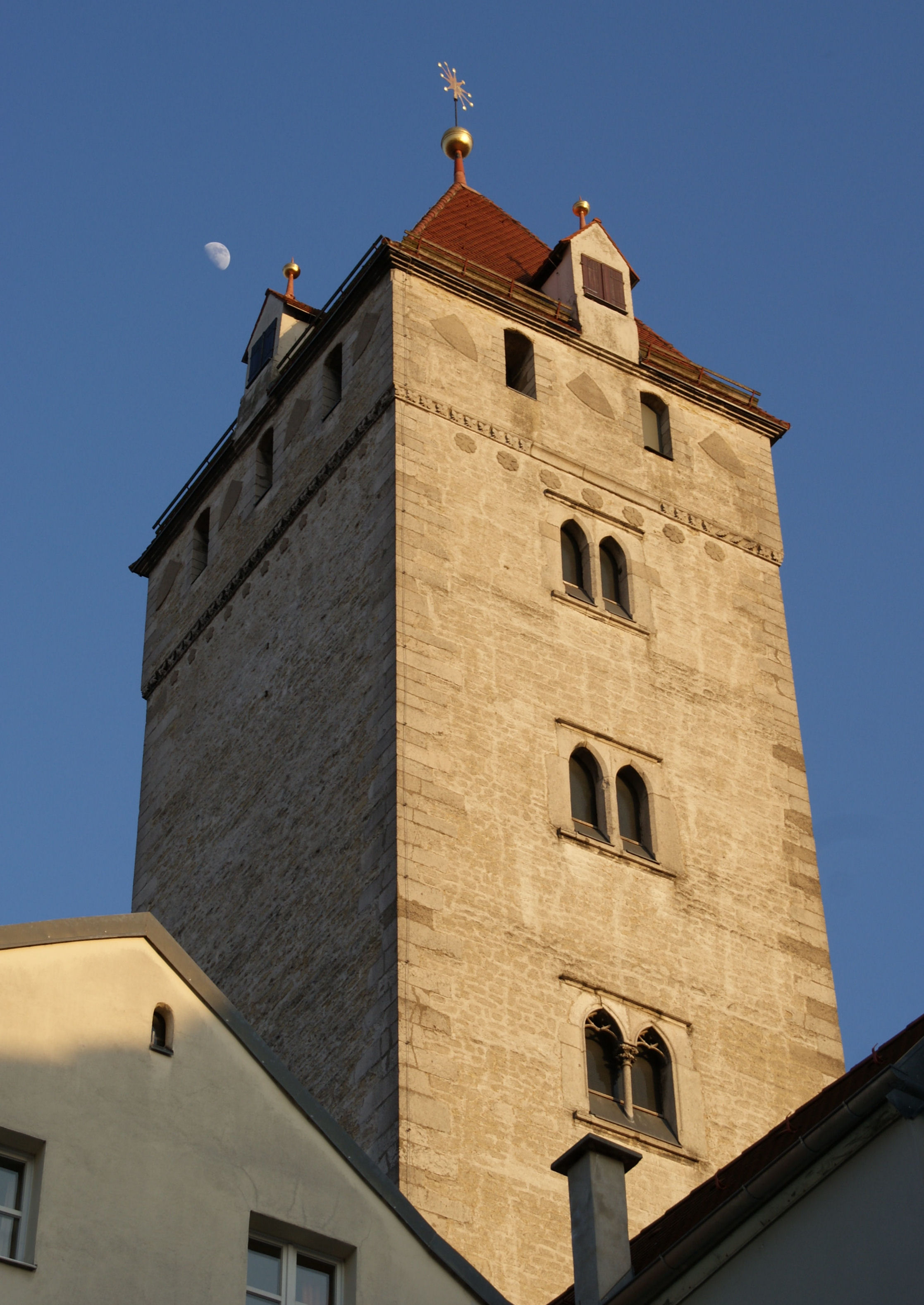
Goldener Turm

Die Patrizierfamilien begannen eine rege Bautätigkeit. Es entstanden mächtige Patrizier-Hausburgen aus Stein mit Geschlechtertürmen als Statussymbol, von denen der Goldene Turm bis heute in ursprünglicher Höhe erhalten ist. Die Herrschaft der Patrizierfamilien in der Stadt blieb wie in vielen süddeutschen Städten nicht ohne Auseinandersetzungen. So standen sich im Lichtenberger Schied 1281 Ritter, Münzer und Bräuer auf der einen Seite und Bürger und Kaufleute der Stadt auf der anderen Seite gegenüber. Es wurde durch den Schied bestätigt, dass sich der Regensburger Hansgraf sich im Wesentlichen um die Belange der Kaufleute auf ihren Handelsreisen außerhalb der Stadt zu kümmern habe. Morré hat in seiner Arbeit „Ratsverfassung und Patriziat in Regensburg bis 1400“ die These aufgestellt, dass es sich dabei im Wesentlichen um Auseinandersetzungen zwischen dem Verwaltungs- und dem Handelspatriziat handelte. Die Auseinandersetzungen innerhalb der Stadt eskalierten weiter. Der von Kaiser Ludwig IV. unterstützte Patrizier Friedrich Auer hatte sich zunächst mit den Zünften verbündet und wurde 1331 Bürgermeister. Dort entfaltete er aber ein diktatorisches Regime und wurde 1334 wieder gestürzt. Die durch den Auer-Aufstand verunsicherte und geschwächte Stadt Regensburg wurde 1337 überraschend von einem Heer des Kaisers Ludwig IV. bedroht, der einen neuen, letztlich aber erfolglosen Versuch unternahm, die Stadt Regensburg in das Herzogtum Bayern zurückzuholen. Die Unterstützung der kaiserlichen Seite kostete u. a. den Regensburger Patrizier Konrad Frumold das Leben.
Zu Beginn des 14. Jahrhunderts deutete sich in Regensburg bereits ein wirtschaftlicher Abschwung an, verursacht durch Verlagerungen der Handelswege im Ost- und Orienthandel. Davon profitierten andere Städte wie Augsburg, Wien und Nürnberg, die wirtschaftliche Zuwächse und - anders als Regensburg - zunehmende Einwohnerzahlen zu verzeichnen hatten. Im 15. Jahrhundert setzte sich der wirtschaftliche Niedergang von Regensburg fort und führte zum letztendlich zum Bankrott der Stadt. Eingeleitet wurde der Absturz durch die 1419 beginnenden Hussitenkriege. Es kam zum Abfluss von Kapital und zum Wegzug reicher Familien aus Regensburg, denn die nur vom Fern- und Transithandel lebende Stadt hatte es im 14. Jahrhundert versäumt, das Handwerk und die Produktion von Konsumgütern zu fördern.
Auf die Unterwerfung der Stadt Regensburg unter bayerische Herrschaft im August 1486 reagierte der Habsburger Kaiser Friedrich III. und sein seit 1486 als König gekrönter und mitregierender Sohn, der spätere Kaiser Maximilian I., um von Reichs wegen mit Rechtsmitteln gegen die Wittelsbacher Konkurrenten vorzugehen. 1496 verlor die Stadt Regensburg ihren Status als Freie Stadt und wurde zu einer Reichsstadt unter Aufsicht von kaiserlichen Kommissaren, deren Befugnisse in Regimentsordnungen und Schutzverträgen festgelegt wurden. In der Stadt begann eine 30-jährige Phase mit sozialen Unruhen, die 1519 auch zur Vertreibung der Regensburger Juden führten. Die inneren Unruhen in der Stadt eskalierten im Jahr 1511 als Kaiser Maximilian I. den fränkischen Adligen Thomas Fuchs von Wallburg zum neuen kaiserlichen Reichshauptmann für Regensburg berief. Die Mehrheit im Rat der Stadt widersetzte sich 2 Jahre lang der Berufung. Es begann ein Machtkampf zwischen dem Kaiser und dem Rat der Stadt, in dessen Verlauf der kaisertreue Ratsälteste Wolfgang Liskircher 1513 vom Pöbel entführt, inhaftiert, gefoltert und gehängt wurde. Nach Entsendung einiger kaiserlicher Kommissionen wurde am Ende die Berufung von Thomas Fuchs von Wallburg zum neuen Reichshauptmann durchgesetzt. Danach wurde mit den Parteigängern des bayerischen Herzogs abgerechnet. Als Rädelsführer wurde der Dombaumeister Wolfgang Roritzer zusammen mit mehr als 100 Gefolgsleuten hingerichtet. Der Kaiser Maximilian I. oktroyierte der Stadt im Jahr 1514 eine neue Stadtverfassung, die sogenannte „Regimentsordnung“, die formal bis 1803 in Kraft blieb. Die Macht lag in den Händen der Mitglieder des Inneren Rats mit 16 Räten, von denen einer für ein Jahr und ab 1523 für ein Vierteljahr Kämmerer (Bürgermeister) war. Aufgrund des Niedergangs des Fernhandels sowie der Abdrängung der alteingesessenen Patrizierfamilien durch den Kaiser rekrutierten sich die Inneren Räte aus der neuen ökonomischen Führungsschicht der Eisen- und Transporthändler. Das geburtsständische Prinzip des Patriziats spielte bei der Besetzung des Inneren oder Geheimen Rats der Stadt keine große Rolle mehr.
Die 10 Geschlechter, die von 1500 bis 1800 jeweils mindestens vier Ratsherren in Regensburg stellten, sind die Familien Wild (zusammen mit der Familie Plato Wild stellten diese Familien 11 Ratsherren), Familie Portner (stellte nach 1500 mindestens 7 Ratsherren), Familie Memminger (7 Ratsherren), Familie Perger (ebenfalls 7 Ratsherren, (Zacharias Perger stammte aus Sachsen und ist vermutlich nicht verwandt), Familie Adler (6 Ratsherren) sowie die Familien Fuchs, Harrer und Gumpelzhaimer (jeweils 5 Ratsherren). Dazu kamen die Familien Prasch, Häberl und Dimpfl mit jeweils 4 Ratsherren).
Das Patriziat der Stadt blieb als städtische Oberschicht bis zum Ende der Reichsstadt 1802/3 bestehen. Dabei wurde bei der Einteilung der herrschenden Familien zwischen dem ersten Stand, den „Adelichen Patricii“, und dem als Ehrbarkeit bezeichneten zweiten Stand unterschieden.

## Wappen im Siebmacher
Aus Siebmachers Wappenbuch 1701/5:

Regenspurgische (Adeliche) Patricii
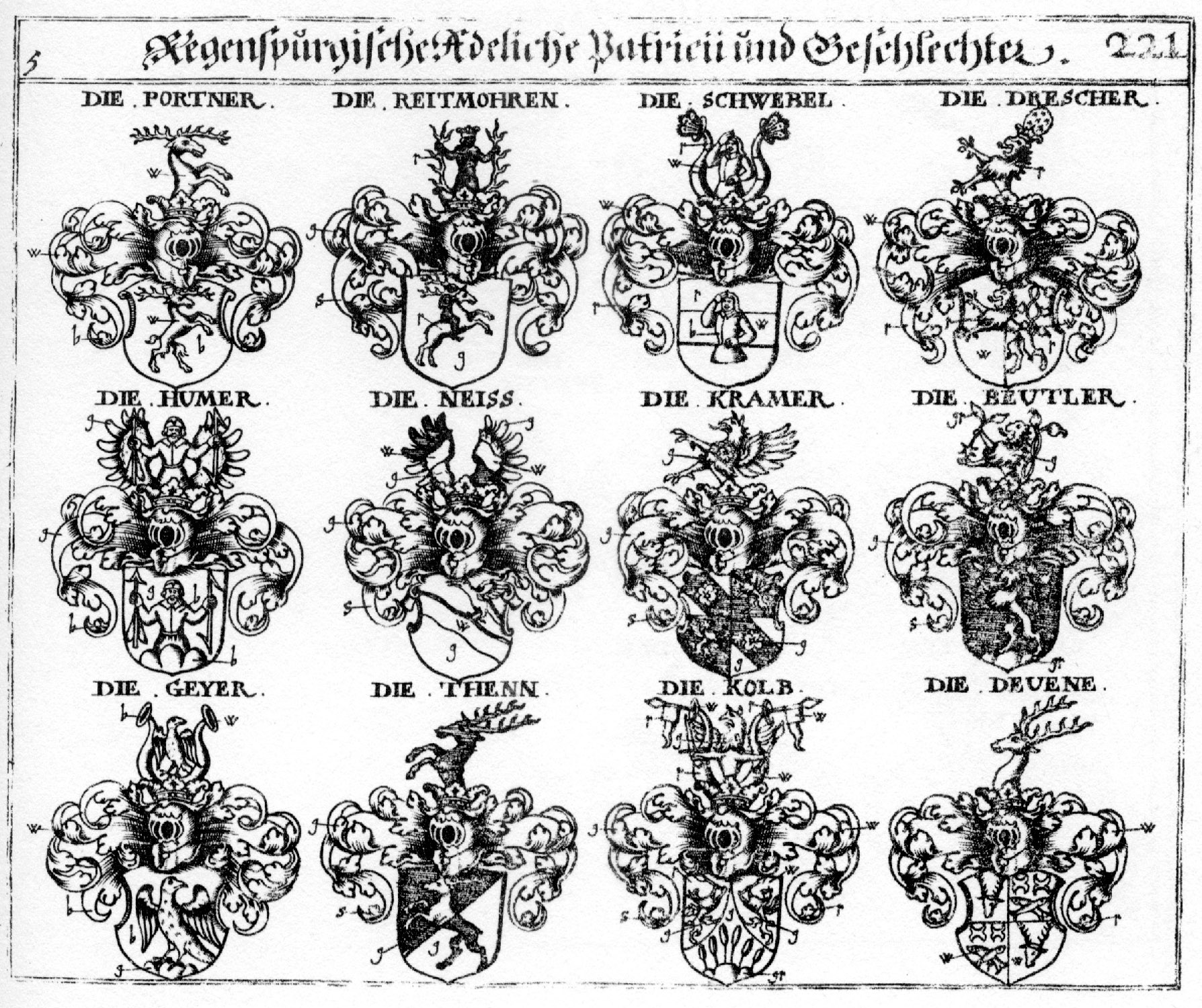
Siebmacher Tafel 221
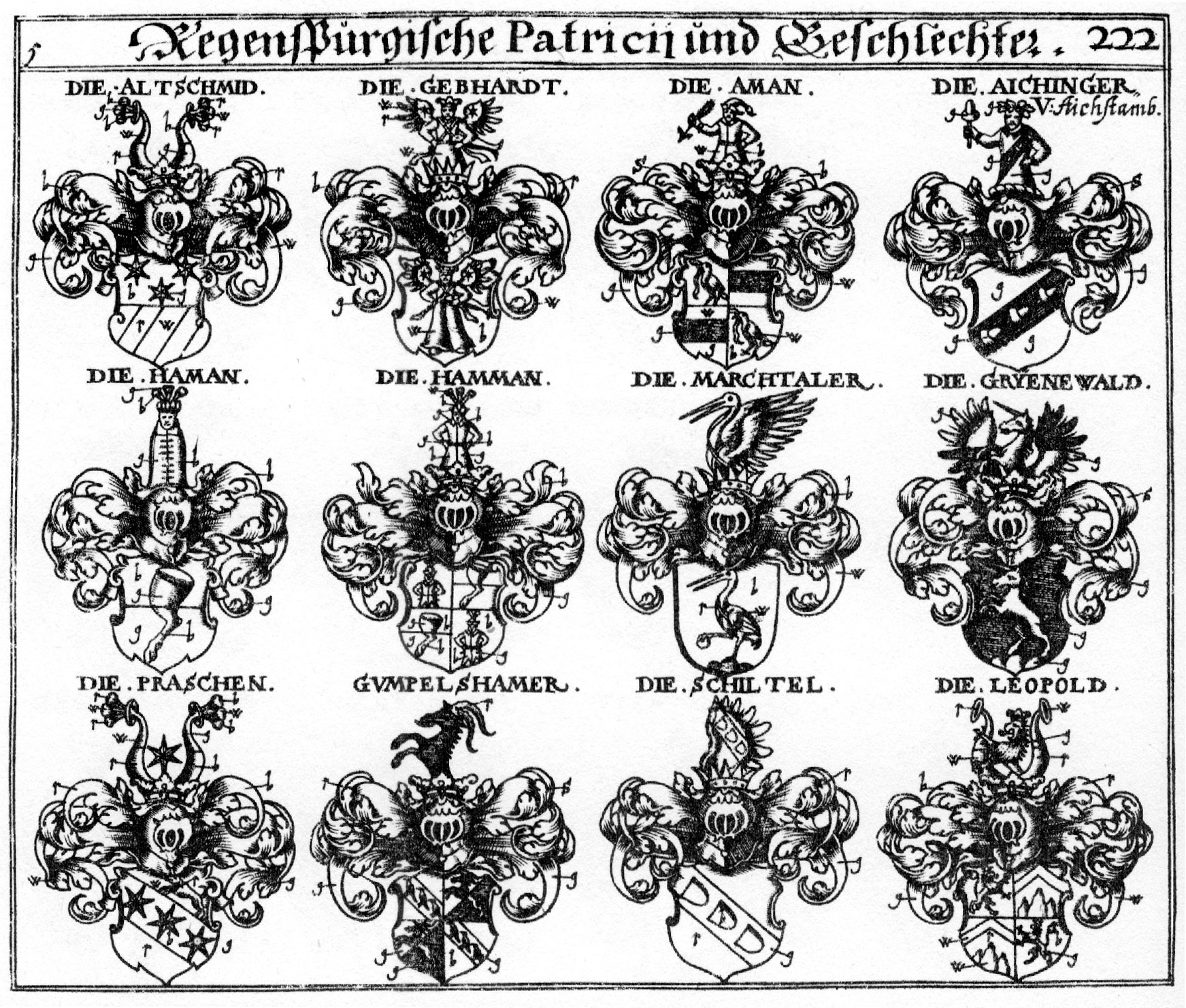
Siebmacher Tafel 222
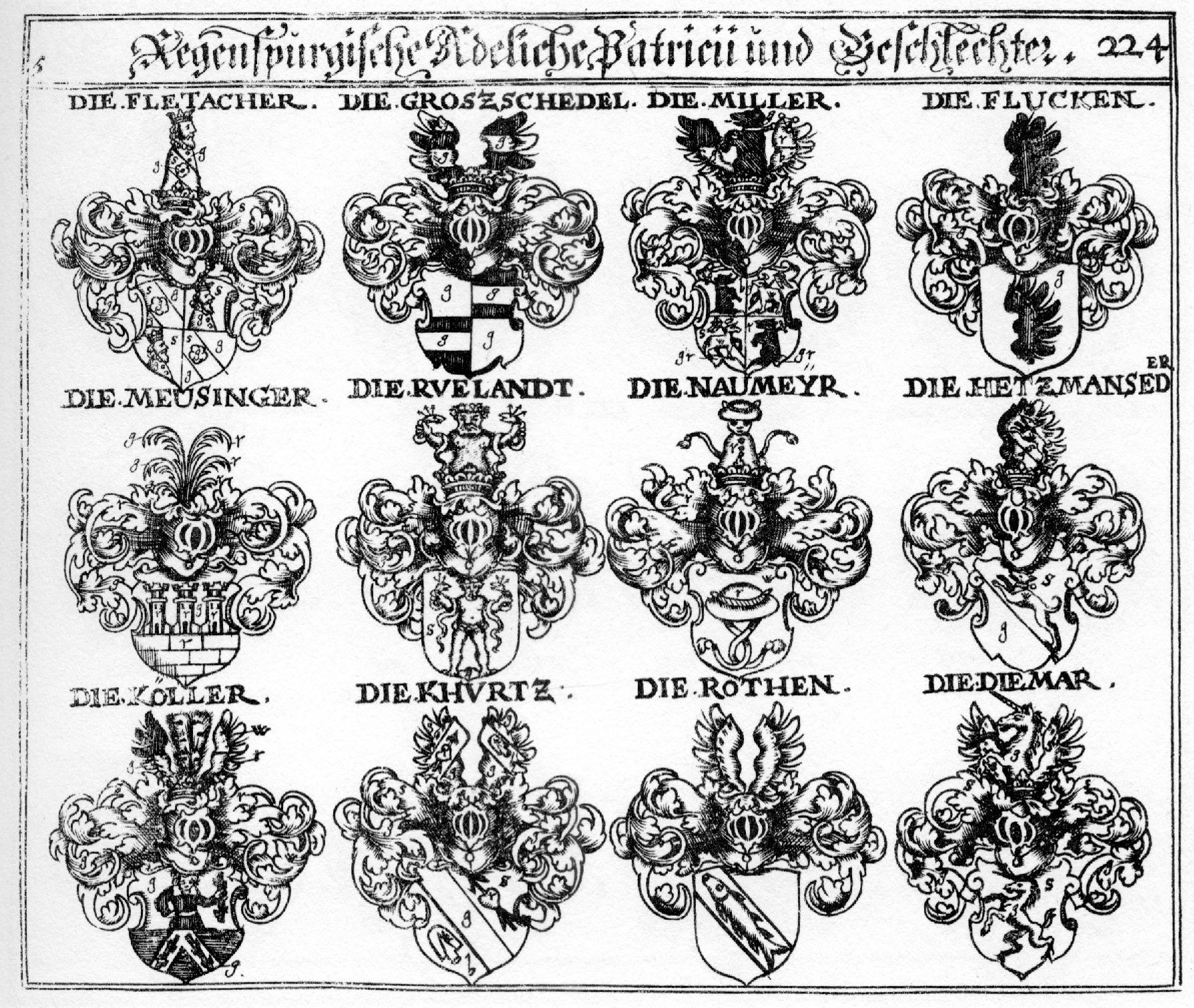
Siebmacher Tafel 224
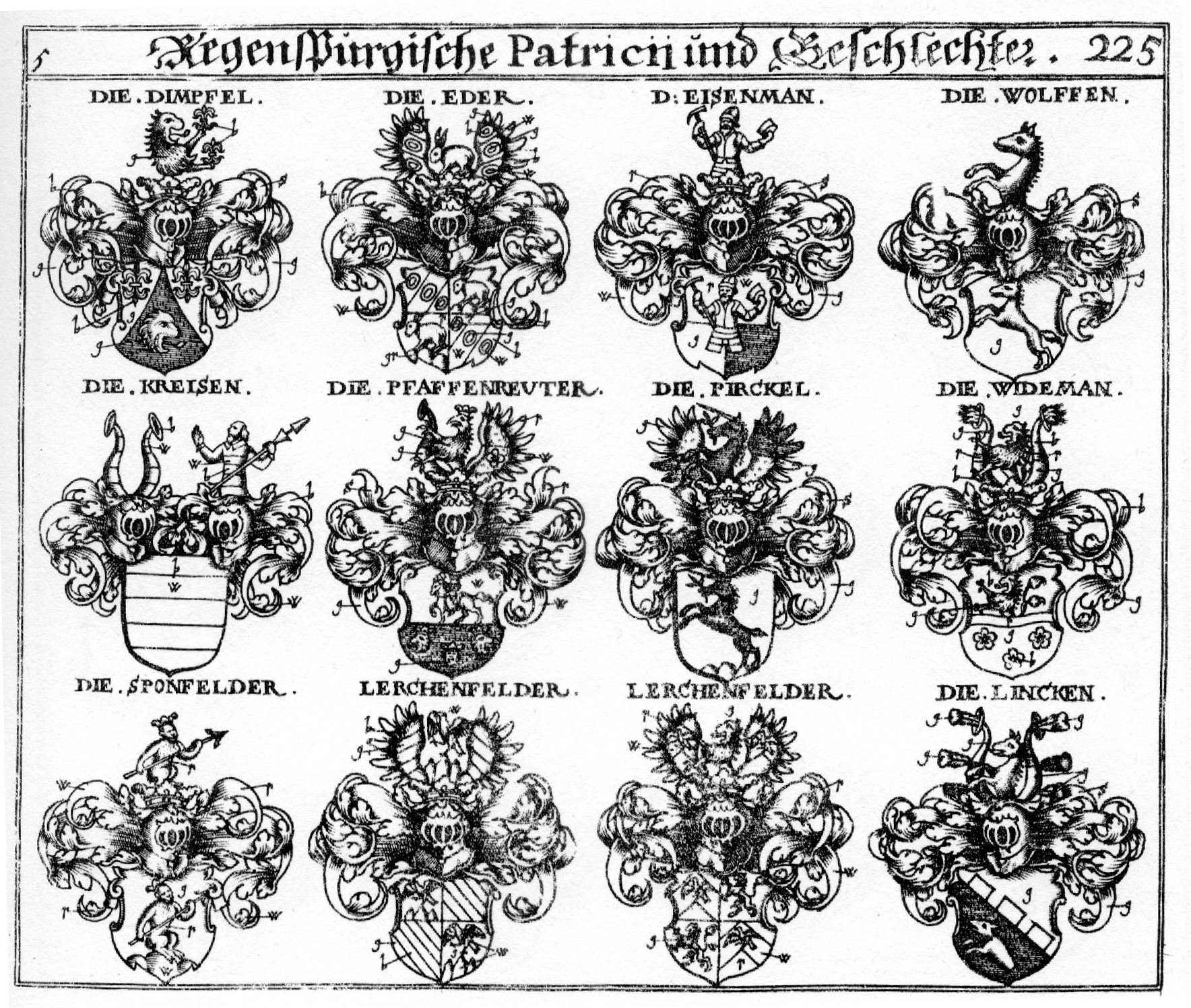
Siebmacher Tafel 225
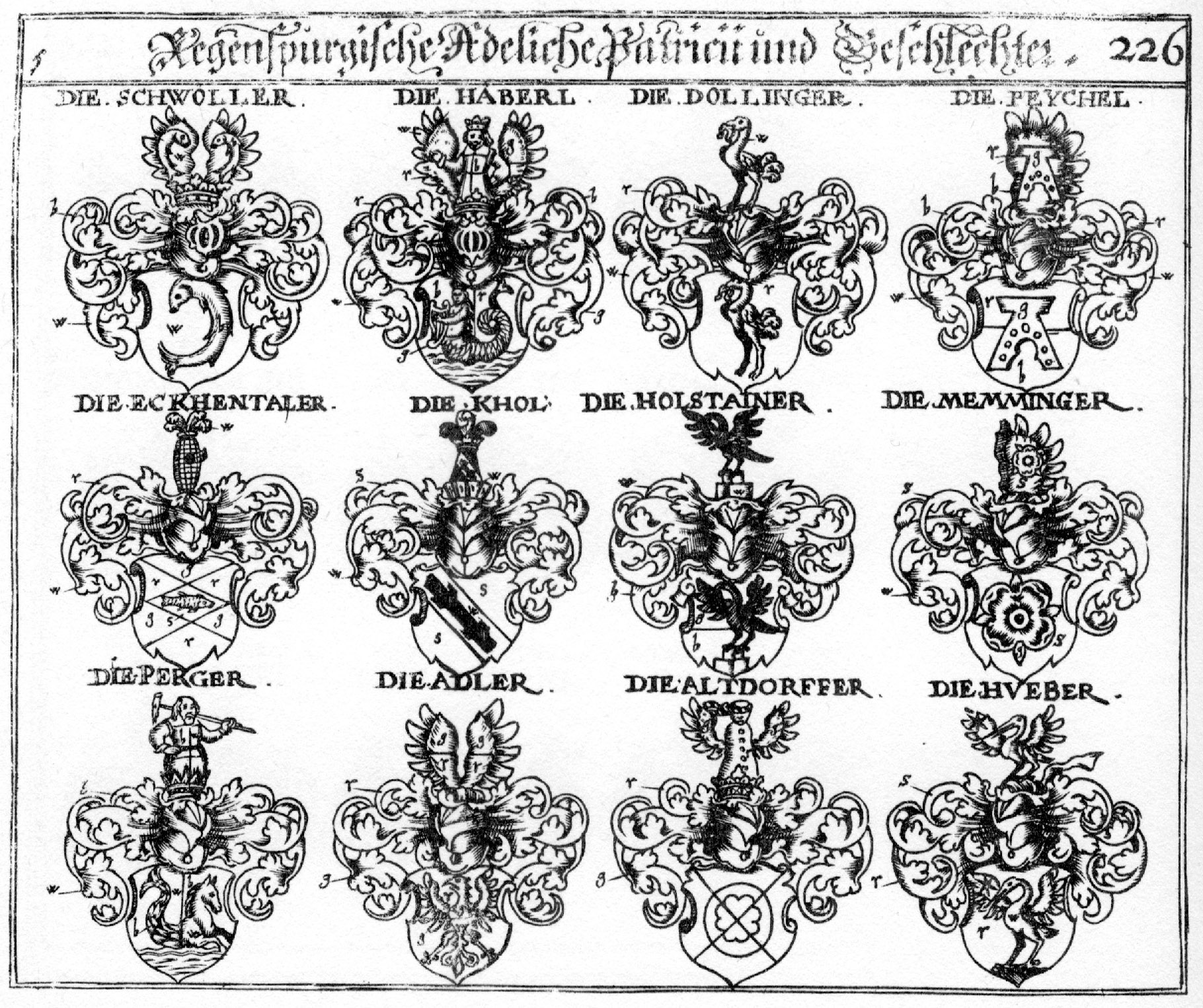
Siebmacher Tafel 226
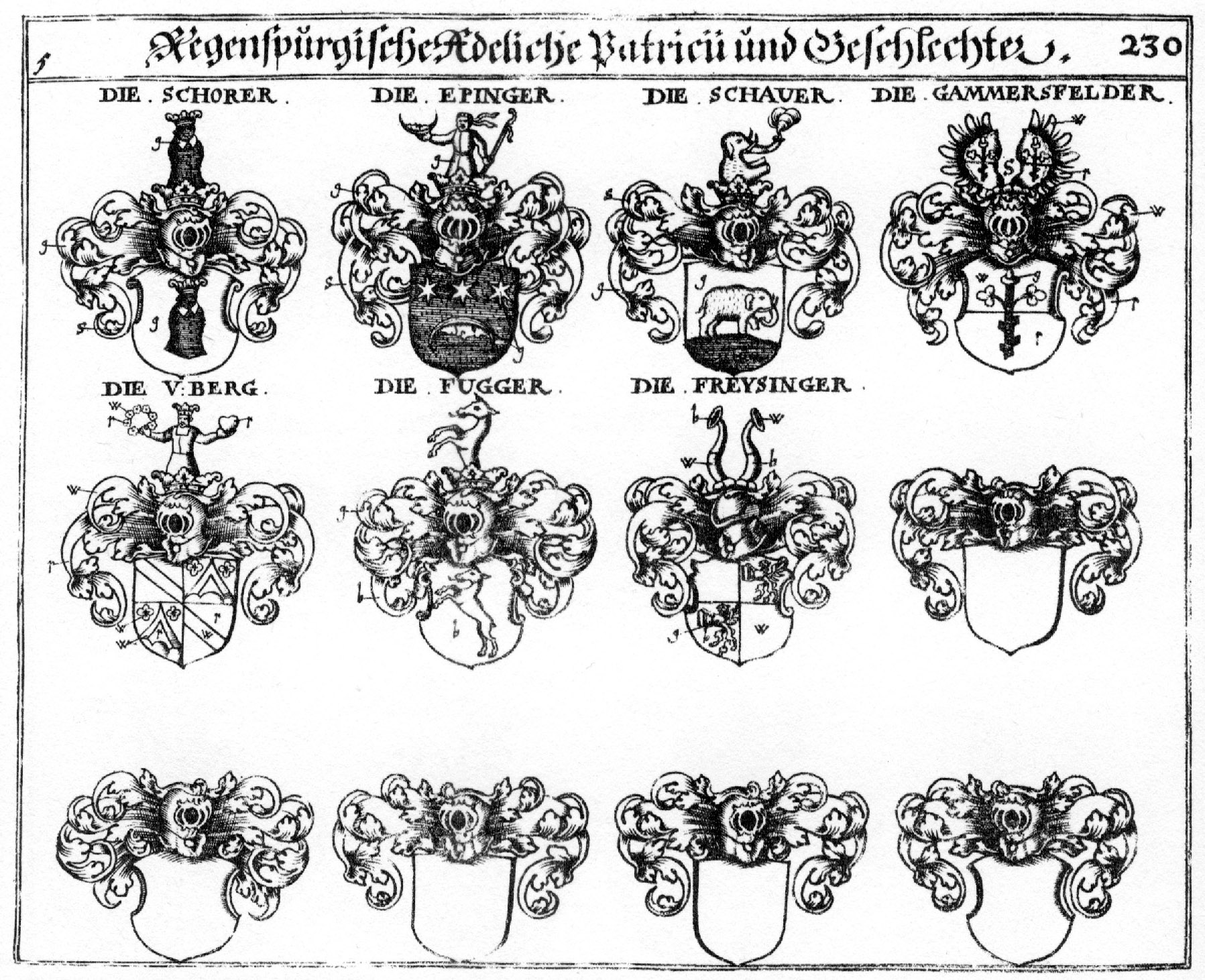
Siebmacher Tafel 230

Regenspurgische Erbare Geschlechter
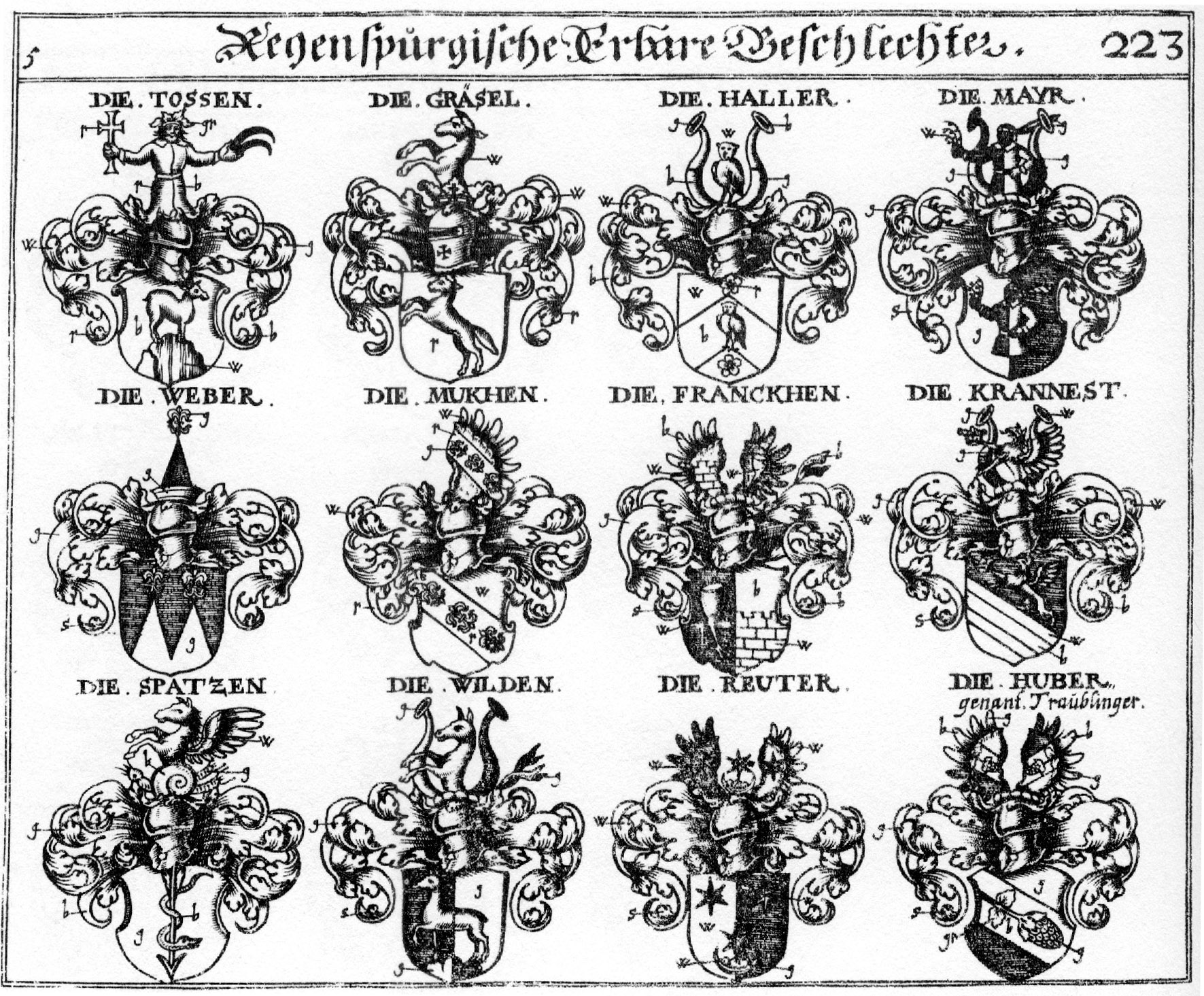
Siebmacher Tafel 223Anm.
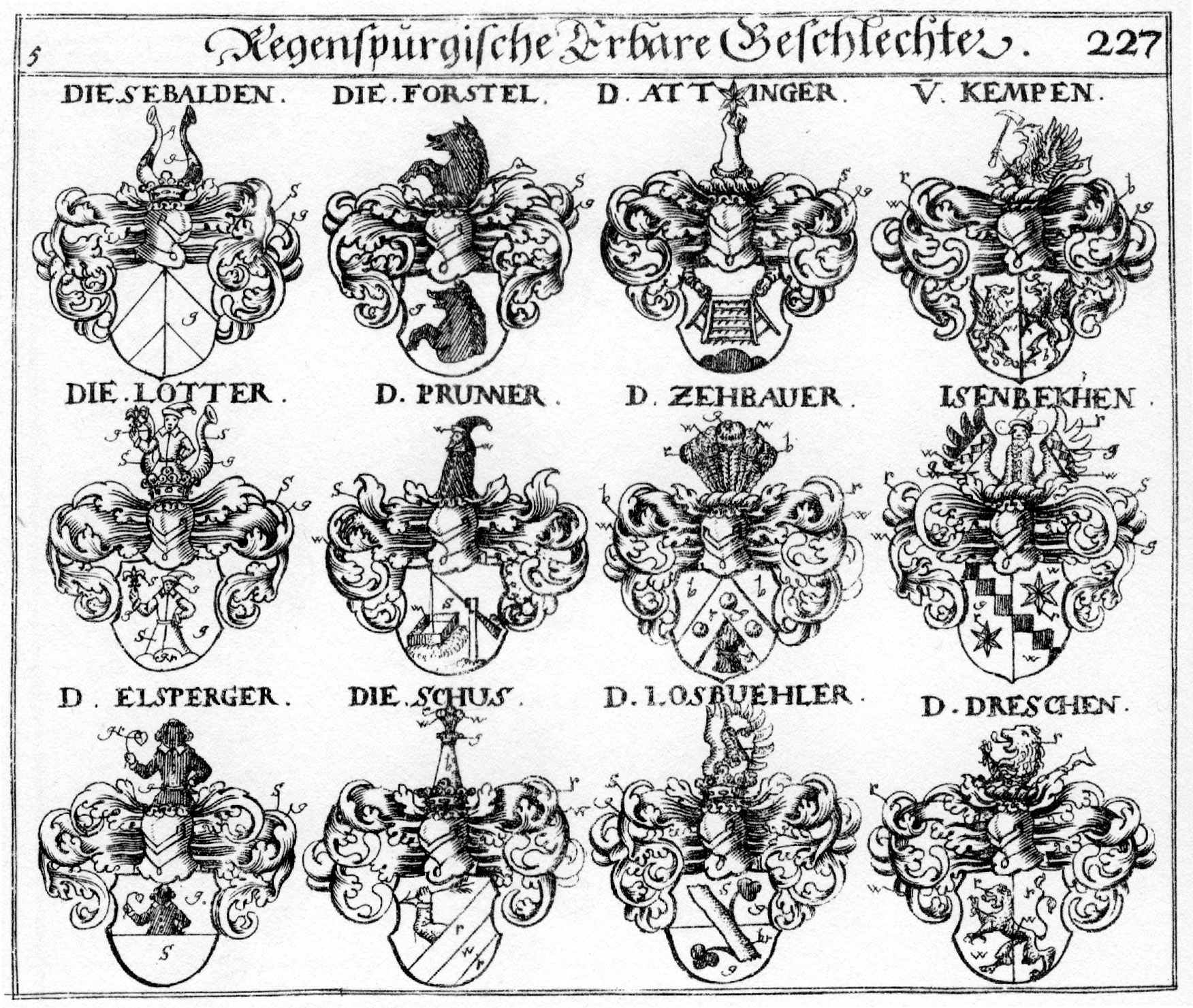
Siebmacher Tafel 227
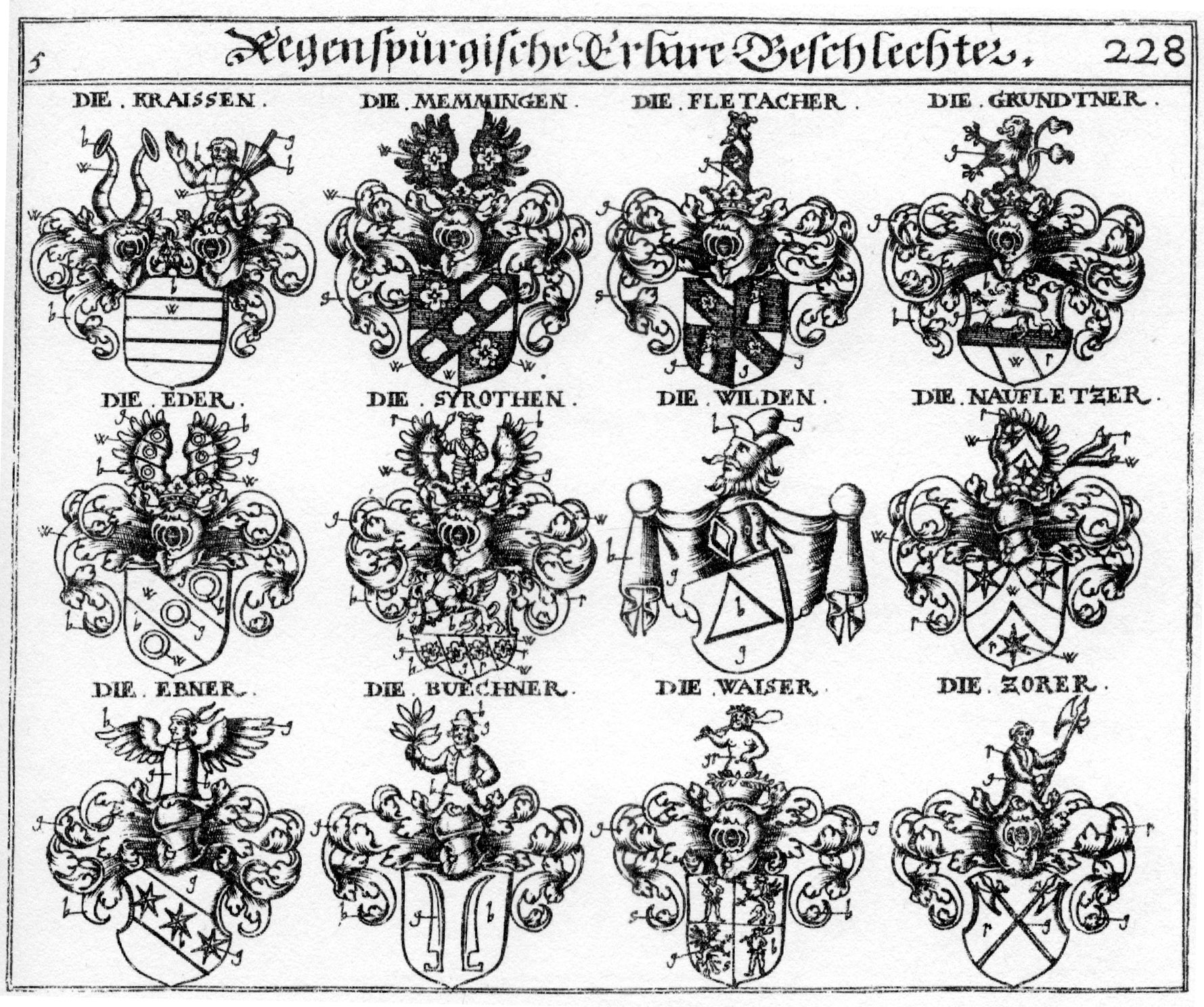
Siebmacher Tafel 228
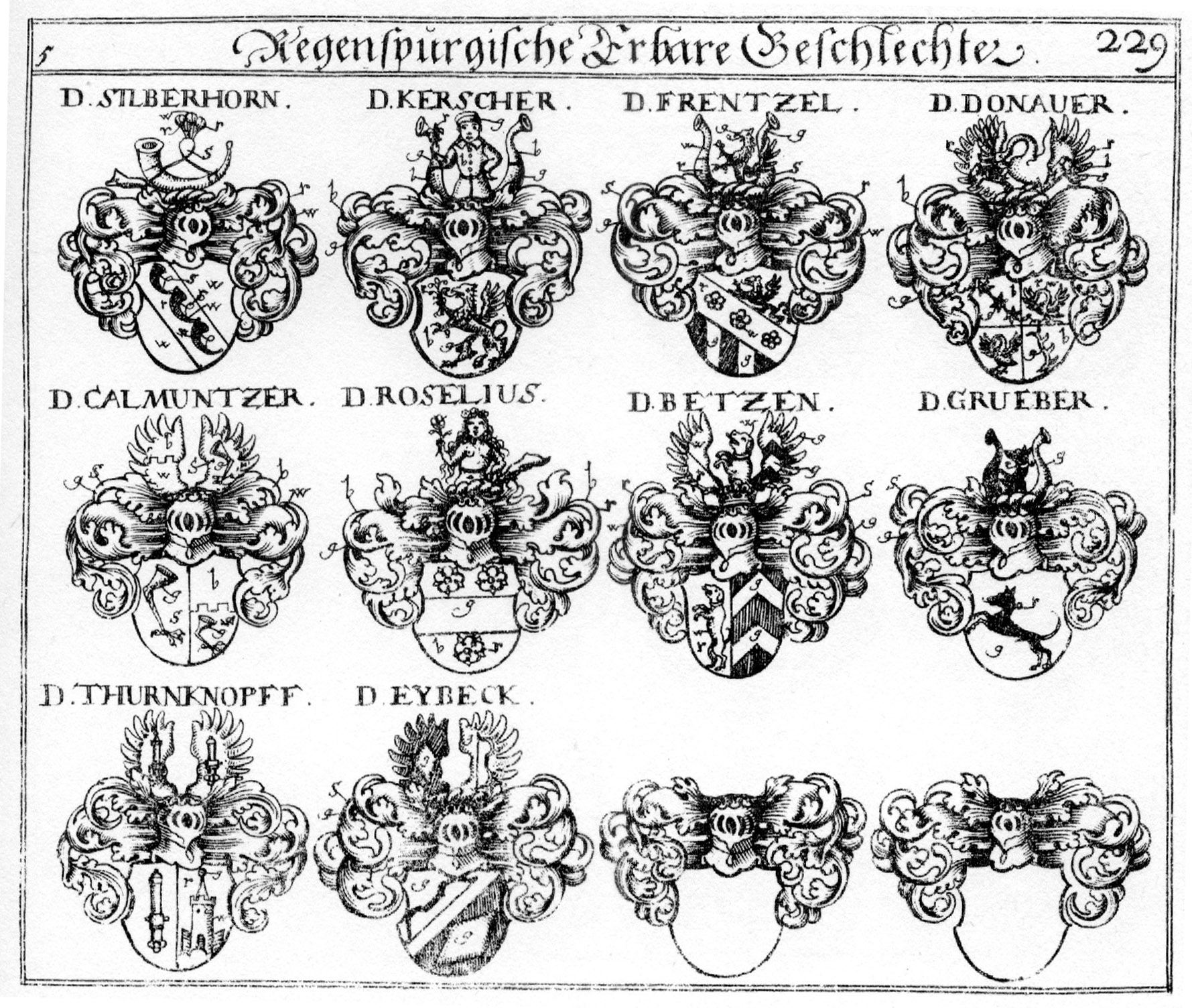
Siebmacher Tafel 229

Anm. In der Ständegliederung der Reichsstadt Regensburg wurde bei der Einteilung der herrschenden Familien zwischen dem ersten Stand, dem Patriziat (=„Adeliche Patricii“), und dem als Ehrbarkeit bezeichneten zweiten Stand unterschieden.

## Familien

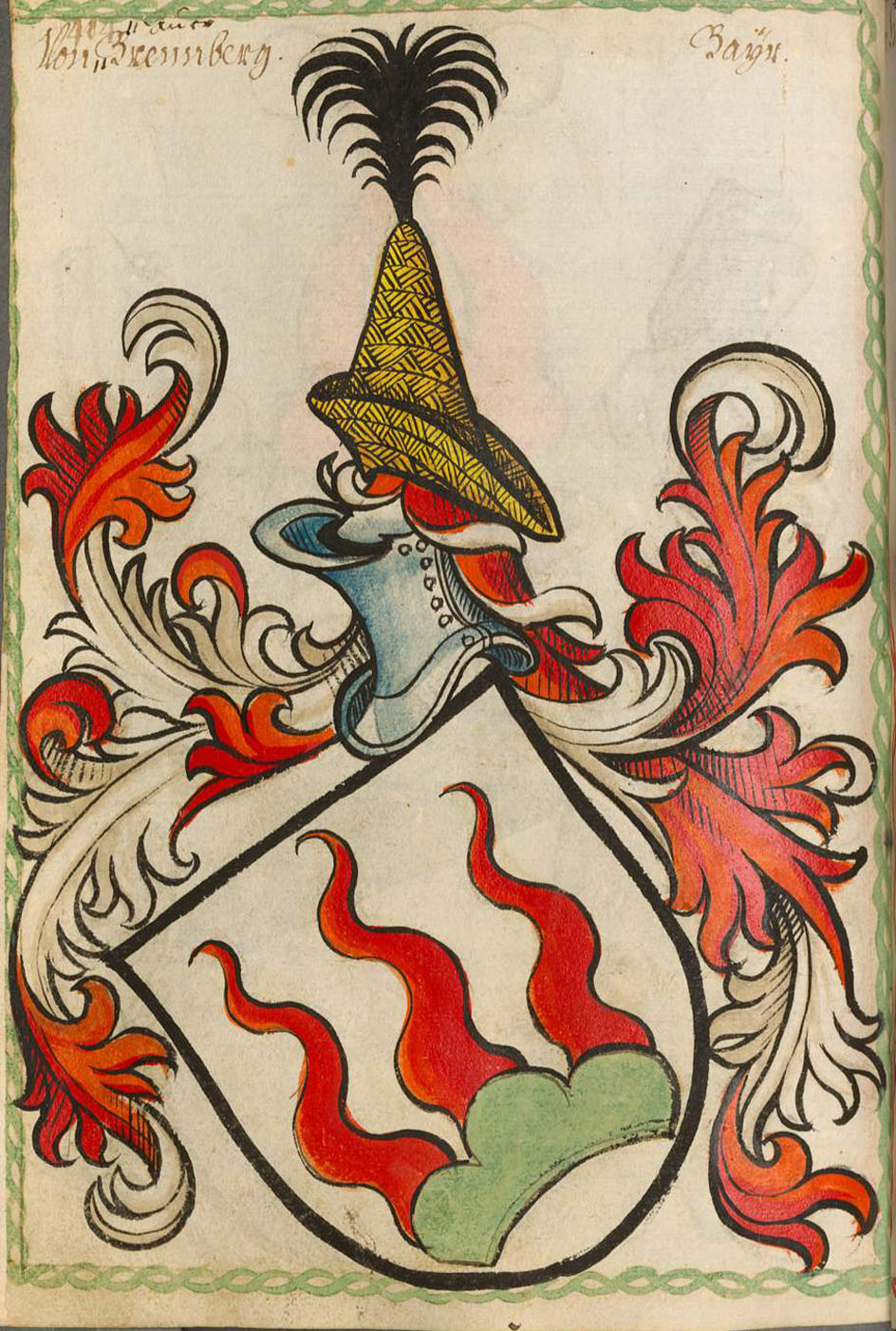
Wappen des Geschlechts der Auer (zu Brennberg) aus dem Scheiblerschen Wappenbuch

Unvollständige Zusammenstellung nach Morré, Siebmacher, Hylmair und Fürnrohr
- Adler, adlige Patrizierfamilie nach Siebmachers Wappenbuch 1701/5, aus Innsbruck stammend, stellte insgesamt 6 Ratsherren
- Aichinger v. Aichstamb, adlige Patrizierfamilie nach Siebmachers Wappenbuch 1701/5
- Altdorffer (auch Altdorfer), adlige Patrizierfamilie nach Siebmachers Wappenbuch 1701/5
  - Albrecht Altdorfer († 1538): Maler, Kupferstecher und Baumeister der Renaissance, seit 1526 im Inneren Rat.
- Altschmid, Patrizierfamilie nach Siebmachers Wappenbuch 1701/5
- Aman (auch Ammann), Patrizierfamilie nach Siebmachers Wappenbuch 1701/5
- Auer bzw. Auer zu Brennberg, Geschlecht ursprünglich bischöflicher Ministerialer, bedeutendste Patrizierfamilie Regensburgs des 13. und 14. Jahrhunderts. Die Auer starben 1483 aus.
  - Friedrich Auer († 1356): Bürgermeister und Patrizier, 1331 Bürgermeister von Regensburg (sogen. Aueraufstand). 1334 wegen seiner Gewalttaten Ausweisung aus der Stadt. Er zog sich auf seine Burg in Brennberg zurück, von wo aus er heftige Fehden gegen die Stadt Regensburg führte. 1343 erfolgte eine Aussöhnung mit der Stadt und er wurde wieder Bürger auf sechs Jahre.
- Baumburger, Patrizierfamilie, übernahm im 14. Jahrhundert das zuvor von der Patrizierfamilie der Ingolstätter bewohnte Haus, dessen Hausturm seitdem nach der neuen Familie als Baumburger Turm bezeichnet wird.[17]
- Berg (auch v. Bergh, Bergen), adlige Patrizierfamilie nach Siebmachers Wappenbuch 1701/5
- Beutler, adlige Patrizierfamilie nach Siebmachers Wappenbuch 1701/5
- Birgel (auch Byrbel, Pirckel), Patrizierfamilie nach Siebmachers Wappenbuch 1701/5
- Deueme (auch Deuem), adlige Patrizierfamilie nach Siebmachers Wappenbuch 1701/5
- Diemer, Patrizierfamilie nach Hylmair
- Dimpfel, Patrizierfamilie nach Siebmachers Wappenbuch 1701/5

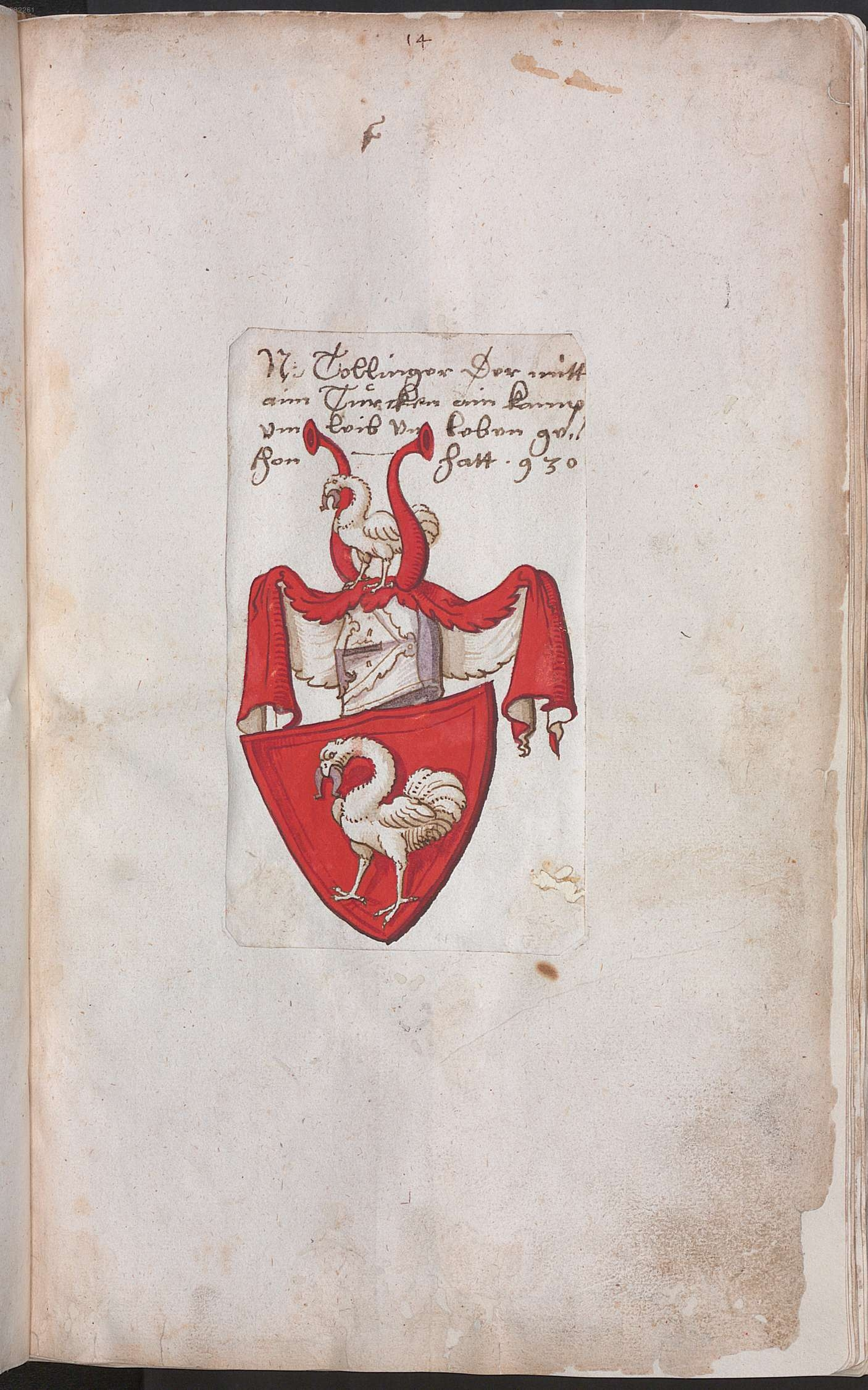
Wappen der Dollinger in Hylmairs Wappenbuch von 1560

- Dollinger (auch Tollinger), adlige Patrizierfamilie nach Siebmachers Wappenbuch 1701/5. Nach der Familie ist auch eine Straße im Inneren Westen von Regensburg benannt.  Der Name der Familie ist bekannt durch die Dollingersage, jedoch hat die Familie nichts mit der Sage zu tun.[18]
- Drescher, adlige Patrizierfamilie nach Siebmachers Wappenbuch 1701/5
- Dürnstetter, Patrizierfamilie des 14. Jahrhunderts
  - Konrad Dürnstetter († um 1365): Patrizier, Hansgraf und Kammerer
- Eckhenthaler, adlige Patrizierfamilie nach Siebmachers Wappenbuch 1701/5
- Eder, adlige Patrizierfamilie nach Siebmachers Wappenbuch 1701/5
- Epinger (auch Eppinger), adlige Patrizierfamilie nach Siebmachers Wappenbuch 1701/5, Regensburger Patrizierfamilie des 16. und 17. Jahrhunderts
- Fugger vom Reh, aus Augsburg stammende, bedeutende adlige Patrizierfamilie. Nach Siebmachers Wappenbuch 1701/5
- Fletacher, adlige Patrizierfamilie nach Siebmachers Wappenbuch 1701/5
- Flucken (auch Fluck), adlige Patrizierfamilie nach Siebmachers Wappenbuch 1701/5
- Frentzel, Regensburger Patrizierfamilie aus St. Annaberg in Österreich[19]
- Freysinger, adlige Patrizierfamilie nach Siebmachers Wappenbuch 1701/5
- Frumold (auch Frumolt), Patrizierfamilie des 14. Jahrhunderts
  - Konrad Frumold († 1339): Regensburger Patrizier, ließ unter der Stadtmauer einen unterirdischen Gang graben, um Kaiser Ludwig dem Bayern das Eindringen in die Stadt zu erleichtern. Als es hieß, dass der Täter, wenn er sich stelle, nur 200 Pfund Pfennig bezahlen müsse, lüftete er das Geheimnis, wurde aber verhaftet, gefoltert und hingerichtet.
- Fuchs, Patrizierfamilie nach Hylmair, stellte 5 Ratsherren.
- Gammersfelder, adlige Patrizierfamilie nach Siebmachers Wappenbuch 1701/5
- Gebhardt, Patrizierfamilie nach Siebmachers Wappenbuch 1701/5
- Geyer, adlige Patrizierfamilie nach Siebmachers Wappenbuch 1701/5
- Gravenreuther (auch Grafenreuther), Patrizierfamilie des 14. Jahrhunderts
  - Konrad Gravenreuther († 1381): Patrizier in Regensburg
- Graner, Patrizierfamilie des 14. Jahrhunderts
  - Otto Graner († 1383): Regensburger Patrizier, zu seiner Zeit der mit Abstand höchstbesteuerte Weinhändler Regensburgs.
- Gryenewald (auch Grüenenwald), Patrizierfamilie nach Siebmachers Wappenbuch 1701/5
- Gumpelshaimer (auch Gumpelzhaimer), Patrizierfamilie nach Siebmachers Wappenbuch 1701/5, kam im 17. Jahrhundert nach Regensburg, stellte insgesamt 6 Ratsherren
  - Christian Gottlieb Gumpelzhaimer († 1841), Historiker und Legationsrat
- Gumprecht, Patrizierfamilie und Parteigänger der Familie Auer. Das Gumprechtsche Haus  ist in der Neue-Waag-Gasse erhalten. Die Familie Gumprecht übernahm nach dem Aussterben der Familie Prager deren Anteile an der neuen, sog. reichen Spitalstiftung St. Oswald
  - Leopold Gumprecht d.Ä. († 1327/28): Patrizier in Regensburg
  - Ortlieb Gumprecht († um 1340): 1322/23 Bürgermeister in Regensburg, von der Gegenpartei um Berthold von Ergoldsbach 1326 mit seinem Dietrich von Au aus der Stadt verwiesen
- Groszhedel (auch Großschedel), adlige Patrizierfamilie nach Siebmachers Wappenbuch 1701/5
  - Franz von Großschedel: bekam 1566 seinen Reichsadel bestätigt
- Hertzmanseder (auch Hetzmanseder), adlige Patrizierfamilie nach Siebmachers Wappenbuch 1701/5
- Häberl (auch Haeberl, Haberl), adlige Patrizierfamilie nach Siebmachers Wappenbuch 1701/5
- Haid, Patrizierfamilie des 14. Jahrhunderts
  - Gumprecht an der Haid († 1325): Regensburger Patrizier, seine drei Töchter, von denen zwei in die Familie der Auer heirateten, bezahlten mit seinem Vermögen ihre Schulden.
- Haman, Patrizierfamilie nach Siebmachers Wappenbuch 1701/5, „Sind einerley Namen (mit Hamman), aber zweyerley Geschlechts und Schilds“
- Hamman, Patrizierfamilie nach Siebmachers Wappenbuch 1701/5
- Harrer, Patrizierfamilie nach Hylmair
- Huber (auch Hueber), adlige Patrizierfamilie nach Siebmachers Wappenbuch 1701/5
- Holstain (auch Holsteiner), adlige Patrizierfamilie nach Siebmachers Wappenbuch 1701/5
- Humer, adlige Patrizierfamilie nach Siebmachers Wappenbuch 1701/5
- Ingolstetter, Patrizierfamilie des 12. bis 14. Jahrhunderts. Das sog. Ingolstetter-Haus (12. Jh.) ist seit 1898 Teil der Tabakfabrik Gebrüder Bernard
  - Lukas Ingolstetter († 1444): Regensburger Patrizier

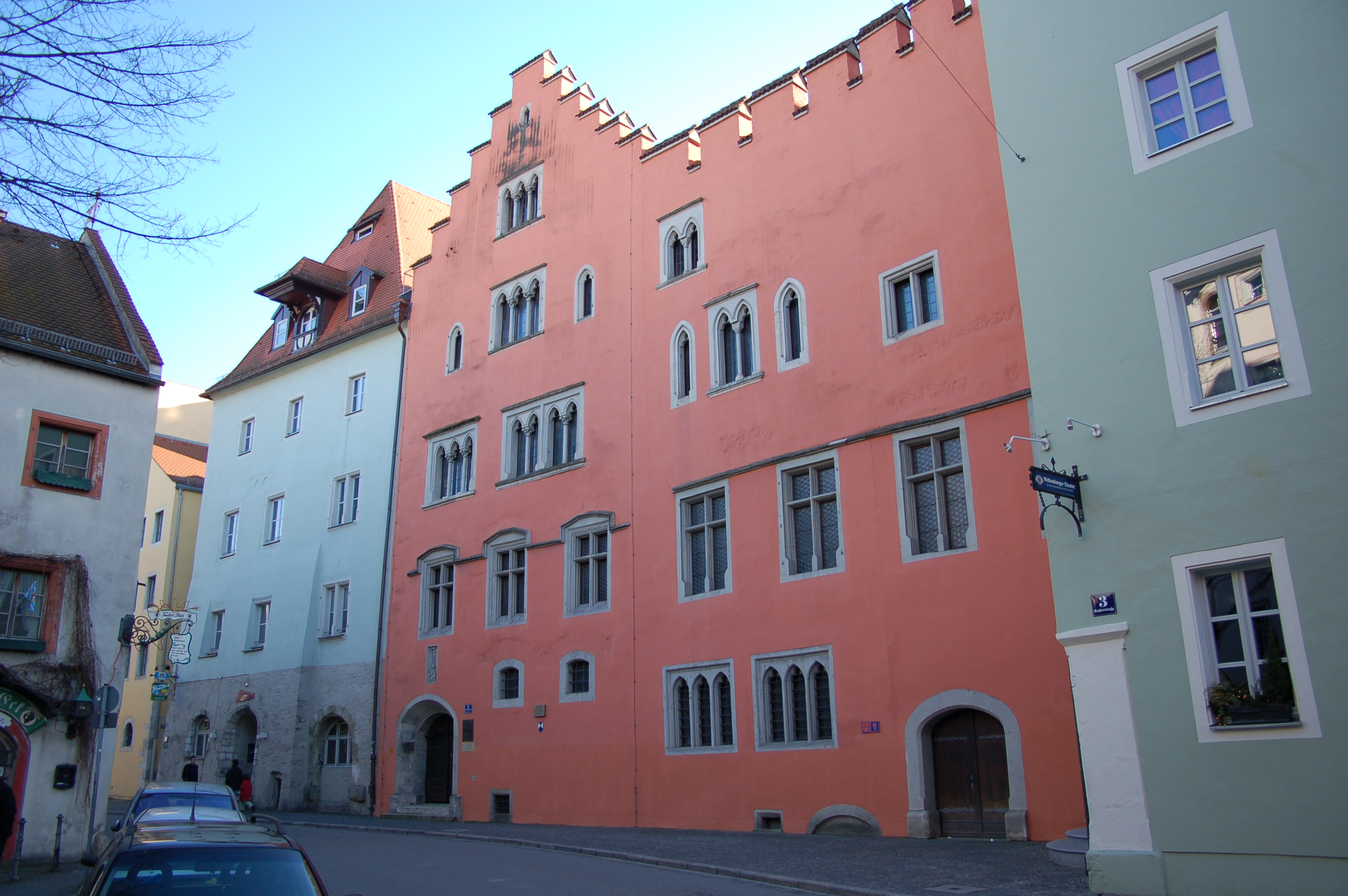
Runtingerhaus

- Kalmünzer, Bürgergeschlecht ab Ende des 13. Jahrhunderts im Zusammenhang mit dem Bau einer Kapelle in der heutigen Kalmünzergasse deren Name erstmals in der Bauamtschronik von 1669 erscheint.[20]
- Khol, adlige Patrizierfamilie nach Siebmachers Wappenbuch 1701/5
- Khurz (auch Kurz, Khurtz), adlige Patrizierfamilie nach Siebmachers Wappenbuch 1701/5
- Koeller (auch Köler, Köller), adlige Patrizierfamilie nach Siebmachers Wappenbuch 1701/5
- Kastenmayer (auch Kastenmayr), Patrizierfamilie des 13. bis 15. Jahrhunderts, deren Patrizierburg mit massigem viergeschossigem Turm noch erhalten ist
- Kolb, adlige Patrizierfamilie nach Siebmachers Wappenbuch 1701/5
- Kramer (auch Cramer), adlige Patrizierfamilie nach Siebmachers Wappenbuch 1701/5
- Kreisen (auch Kraissen), Patrizierfamilie nach Siebmachers Wappenbuch 1701/5
- Leopold, Patrizierfamilie nach Siebmachers Wappenbuch 1701/5
- Lerchenfelder (auch von Lerchenfeldt), adlige Patrizierfamilie nach Siebmachers Wappenbuch 1701/5, als Lerchenfelder zu Prennberg am 26. April 1587 erhielten sie eine Wappenbesserung und Reichsadelsbestätigung mit dem Prädikat von Lerchenfeldt. Das Wappen der erloschenen Adelsfamilie von Prennberg (und auch der Auer), in Silber drei grüne unten geöffnete aneinander stoßende brennende Berge, wurde dem Stammwappen hinzugefügt. Zweige der Familie bestehen bis heute.
  - Hugo Lerchenfeld († nach 1216): Bürger und Domherr von Regensburg, als erster der Familie in Regensburg nachgewiesen
- Lincken (auch Linck), Patrizierfamilie nach Siebmachers Wappenbuch 1701/5
- Friedrich Löbl, 1284 genannt, Erbauer der hochgotischen Patrizierburg Löblturm (Hinter der Grieb 2). 1335 im Besitz der Burganlage und der Güter in Graß[21]
- Marchtaler, Patrizierfamilie nach Siebmachers Wappenbuch 1701/5
- Memminger (auch Mämminger), adlige Patrizierfamilie nach Siebmachers Wappenbuch 1701/5, kam Mitte des 16. Jahrhunderts von Deggendorf nach Regensburg, stellte insgesamt 7 Innere Räte.
- Meusinger, adlige Patrizierfamilie nach Siebmachers Wappenbuch 1701/5
- Miller, Patrizierfamilie nach Hylmair
- Naumeyr (auch Nalmeyr), adlige Patrizierfamilie nach Siebmachers Wappenbuch 1701/5
- Neiss (auch Neyssen), adlige Patrizierfamilie nach Siebmachers Wappenbuch 1701/5
- Perger, Patrizierfamilie nach Hylmair, nicht verwandt mit der Familie Berg
- Peuchel (auch Peychel), adlige Patrizierfamilie nach Siebmachers Wappenbuch 1701/5
- Pfaffenreuter, Patrizierfamilie nach Siebmachers Wappenbuch 1701/5

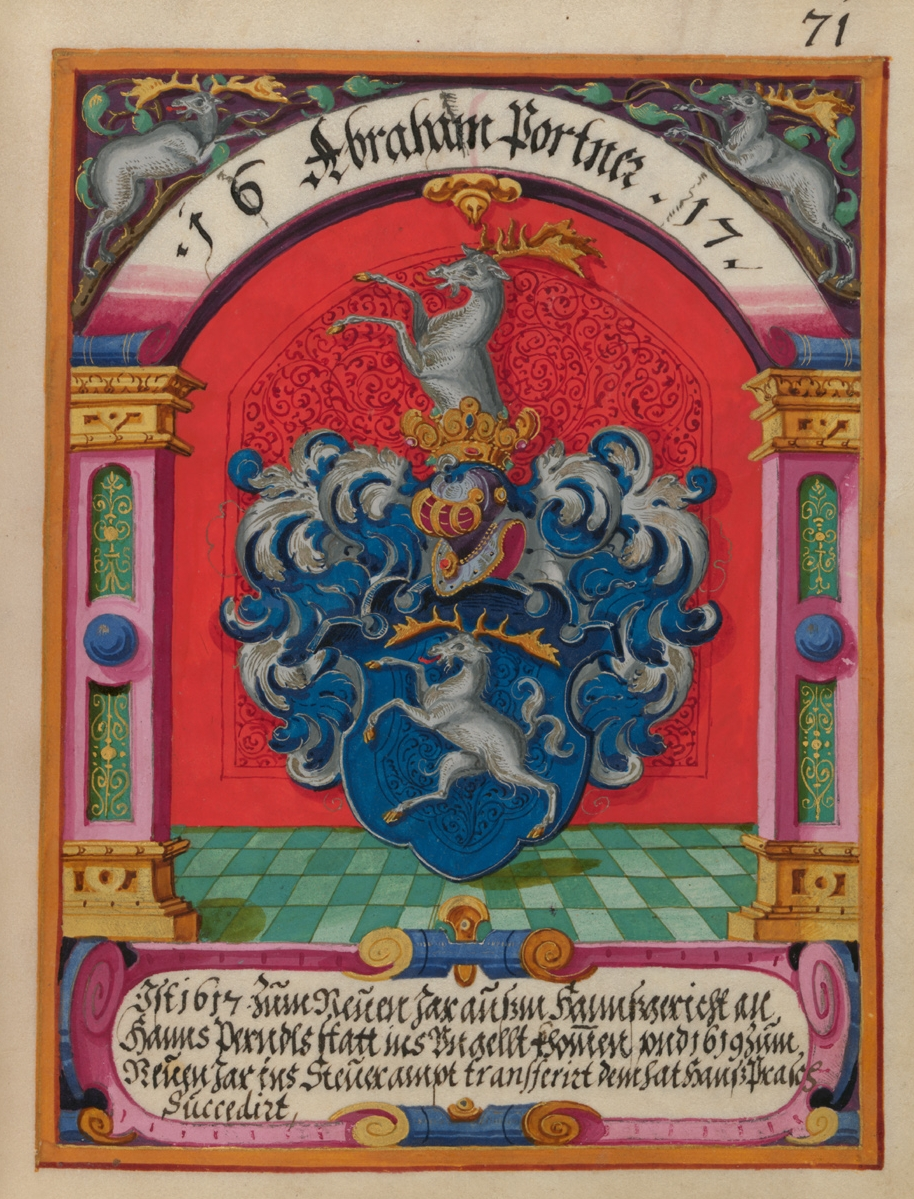
Wappenbuch des Ungeldamtes Regensburg: Wappen der Assessoren des Ungeldamtes: Abraham Portner (1617)

- Portner, adlige Patrizierfamilie nach Siebmachers Wappenbuch 1701/5

In den Regensburger Ratslisten erscheint 1317 ein Heinrich I. Portner im Hanseausschuss. Bis 1500 sind weitere acht Portner als Ratsherren, Kammerer und als „45er“ (Mitglied des aus 45 Personen bestehenden äußeren Rates) bekannt. Durch die Veränderung der wirtschaftlichen Bedingungen wurden in den folgenden Jahrhunderten die Portners Verwaltungsbeamte und Juristen. Sieben Portners werden zwischen 1514 und 1670 als Kammerer genannt. 1670 verließ Andreas Portner als Letzter der Regensburger Portner die Stadt.
- Prager, Karl und Friedrich Auer gelten als Gründer der sog. Spitalstiftung für 12 arme Frauen. Nach weiteren Zustiftungen der Familie Auer war die Spitalstiftung so wohlhabend und mit Pfründen versehen, dass das Spital den Namen „Reiches Spital“ führte.[22]
- Prasch, Patrizierfamilie nach Siebmachers Wappenbuch 1701/5
- Reich, bedeutende Patrizierfamilie des 14. Jahrhunderts
  - Ruger Reich († 1352): Regensburger Patrizier, Finanzier und Förderer Kaiser Ludwigs des Bayern
  - Gottfried Reich († 1357): Regensburger Patrizier, in seiner Schuld standen zahlreiche gekrönte Häupter, die zum Teil die Pfandschaften nicht einlösen konnten.
  - Matthäus Reich († 1367): Regensburger Patrizier, ermordete den Domherrn Konrad von Braunau. Dies hatte eine Kontroverse zwischen Bischof und Rat der Stadt zur Folge. Seiner Gattin Agnes erklärte er im Testament, sie weitgehend zu enterben, sollte sie nach seinem Tod nochmals heiraten. Seine vier Söhne Matthäus, Hans, Wolfgang und Jörg verkauften nach seinem Ableben zahlreiche Häuser.
- Reitmohr (auch Reitmohren), adlige Patrizierfamilie nach Siebmachers Wappenbuch 1701/5
- Roden (auch Rodt, Roten, Roth, Rothen), adlige Patrizierfamilie nach Siebmachers Wappenbuch 1701/5
- Rueland, Patrizierfamilie nach Hylmair
- Runtinger, bedeutende Patrizierfamilie im ausgehenden 14. Jahrhundert. Das Runtingerhaus ist eines der ältesten und besterhaltenen Patrizierhäuser in Regensburg
  - Matthäus Runtinger († 1407): Regensburger Patrizier. Zu seiner Zeit reichster Fernhandelskaufmann in Regensburg, ⚭ mit Margarethe, geborene Grafenreuther
- Schauer, adlige Patrizierfamilie nach Hylmair
- Schiltel (Schiltl), Patrizierfamilie nach Siebmachers Wappenbuch 1701/5

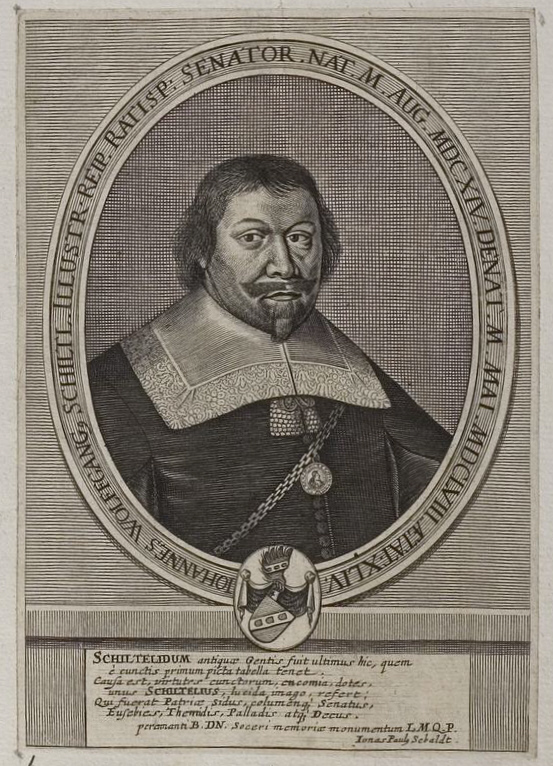
Johann Wolfgang Schiltl (1614–1658), Ratsherr in Regensburg; mit Familienwappen Schiltl

- Schorer, adlige Patrizierfamilie nach Siebmachers Wappenbuch 1701/5
- Schwebel, adlige Patrizierfamilie nach Siebmachers Wappenbuch 1701/5
- Schwoller, adlige Patrizierfamilie nach Hylmair
- Sittauer[23]
- Sponfelder, Patrizierfamilie nach Siebmachers Wappenbuch 1701/5
- Thenn, adlige Patrizierfamilie nach Siebmachers Wappenbuch 1701/5
- Thundorfer, adlige Patrizierfamilie des 12. bis 14. Jahrhunderts, Erbauer des Goliathhauses
  - Leo Thundorfer († 1277): 30. Bischof von Regensburg
- Widemann (auch Widenmänner, Widmann), Patrizierfamilie nach Siebmachers Wappenbuch 1701/5
- Wild, Patrizierfamilie um 1600, stellte neun Ratsherren, mit der Linie Plato-Wild (Stammvater Georg Gottlieb Plato-Wild) zusammen sogar 11 Innere Räte, von 1604 bis 1800
- Wolff (auch Wolffen), Patrizierfamilie nach Siebmachers Wappenbuch 1701/5
- Woller, Patrizierfamilie, ausgestorben 1377.
  - Ulrich Woller († 1375): Regensburger Patrizier, sein Bruder Otto Woller († 1377) war Schultheiß in Regensburg. Mit ihm starb das Geschlecht der Woller aus.

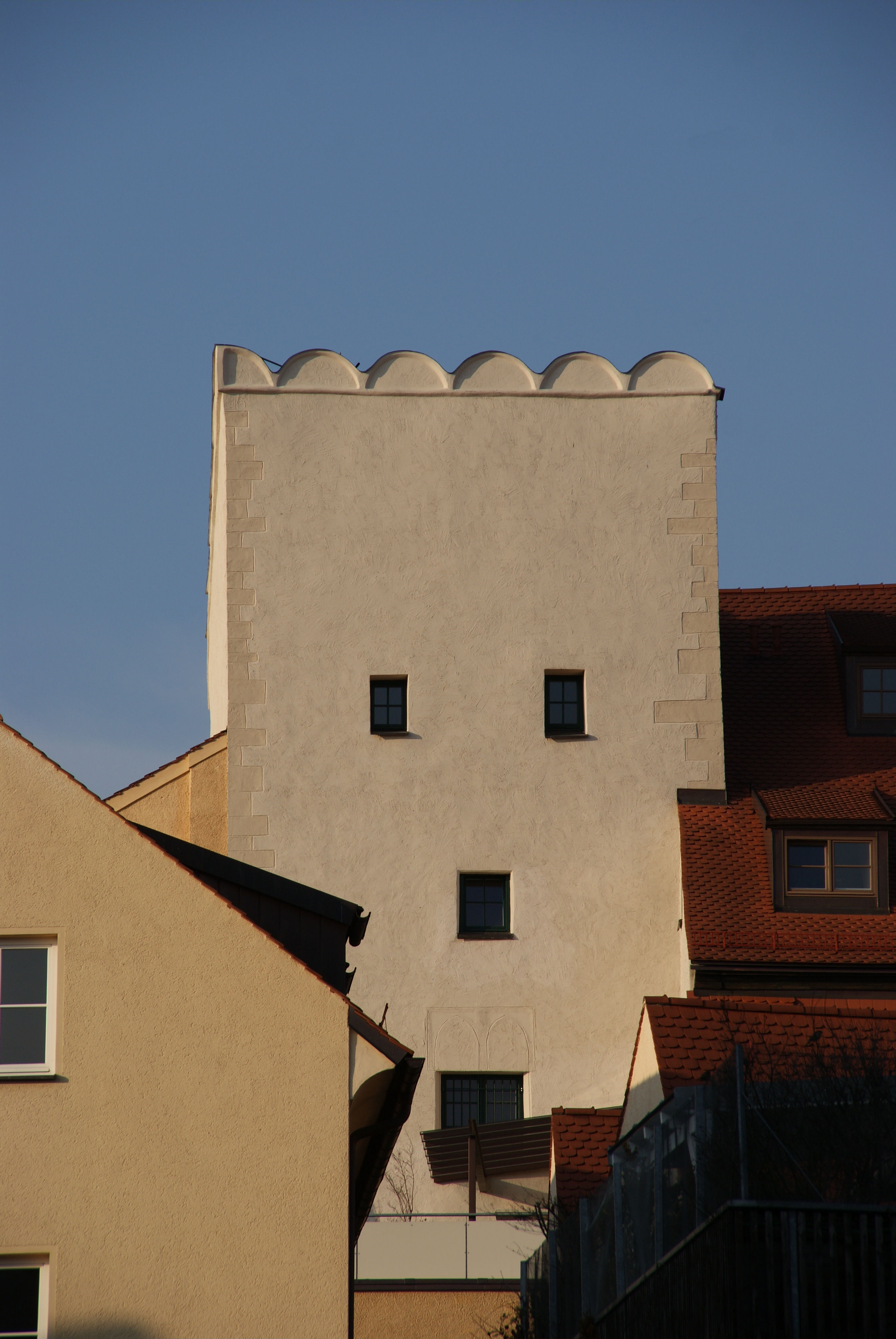
Zanthaus in der Gesandtenstraße 3

- Zant (auch Zandt), bedeutende Patrizierfamilie im 13. und 14. Jahrhundert. Die heutige Spitalkirche St. Katharina wurde gegen Ende des 13. Jahrhunderts errichtet als Erweiterungsbau des Mausoleums der Regensburger Patrizierfamilie Zant.
  - Heinrich Zant († 1313): Patrizier, Stifter des ehemaligen Siechen- und Leprosenhauses im Stadtpark Regensburg. Das Zantkreuz erinnert noch heute an seine Ermordung.
  - Albrecht Zant d.Ä. († 1359): Schultheiß und Patrizier, beteiligte sich am Auer-Aufstand. Seine Brüder Stephan († um 1371) und Heinrich bekleideten auch das Amt des Schultheissen.
  - Albrecht Zant d.J. († nach 1366): Schultheiß und Patrizier, letzter Schultheiß aus dem Geschlecht der Zant, die das Amt seit 1290 innehatten. Streit mit dem Vater. 1359 beschlossen Bürgermeister, Rat und Gemeinde, dass die Zant „furbaz nimmermer kein richtter in unser stat sein noch werden sol“.[24]